# مانه ۱۱۹۸۴
سیارک ۱۱۹۸۴ (به انگلیسی: 11984 Manet، نامگذاری:1995UK45) یازده هزار و نهصد و هشتاد و چهارمین سیارک کشف شده‌است که در ۲۰ اکتبر ۱۹۹۵ کشف شد.
قدر مطلق سیارک برابر ۱۶.۲ است.